# 바도마
바도마(Vadoma 또는 Wadoma) 족(族)은 짐바브웨 서부, 특히 잠베지강(Zambezi river)가의 우룽웨(Urungwe)와 시폴릴로(Sipolilo) 구역에 거주하는 부족이다.
이 부족은 다른 인류와 달리 기형적으로 타조(駝鳥)형 발을 지니고 있어 한 발에 발가락이 두 개뿐이다. 이는 고립된 채 부족 내에서 근친 혼인을 하여 염색체에 이상이 생긴 것이 원인이다.
이런 발 구조로 인해 이 부족의 사람들은 나무를 편리하게 탈 수 있다고 한다.